# Lorentz Schrødersee
Lorentz Schrødersee, født Schrøder (1749, død 1. september 1829) var en dansk officer.
Han var søn af regimentskvartermester, senere justitsråd og toldinspektør i København, Werner Schrøder (død 1758) og Johanne f. Fisker (død 1757) og bror til søofficeren Johan Christian Schrødersee. Han gjorde karriere i Hæren og endte som generalmajor og kammerherre.
Efter at hans farbroder, konferensråd, generalpostdirektør Johan Christian Schrødersee (1706-1772), der blev adlet 1759, var død uden mandlig arving (han havde en søn og en datter (gift med Theodor Holmskiold), men sønnen døde før faderen), optoges han og hans broder i den danske adelstand 1777, ligesom farbroderen med navnet Schrødersee. Lorentz Schrødersee blev dog sidste mand af den adlede slægt.